# موراي هندرسون (لاعب اتحاد الرغبي)
موراي هندرسون (بالإنجليزية: Murray Henderson)‏ هو لاعب اتحاد الرغبي نيوزيلندي، ولد في 13 أغسطس 1959 في ويلينغتون في نيوزيلندا.